# Stratford, New Hampshire
Stratford är en kommun (town) i Coos County i delstaten New Hampshire i USA med cirka 942 invånare (2000).